# Neftali
Neftali (după forma grecească Νεφθαλί, din ebraică: נַפְתָּלִי -Naftali) este un personaj biblic, din Biblia ebraică sau Vechiul Testament, al șaselea fiu al patriarhului Iacob, mama lui fiind Bilha, servitoarea 
Rahelei. Urmașii lui Neftali au format tribul israelit sau ebraic Neftali sau Naftali. După narațiunea biblică, la Ieșirea evreilor din Egipt și așezarea lor în Canaan, ei au luat cu ei oasele lui Neftali și le-au îngropat în Canaan în locul care a primit denumirea Kadesh Naftali.

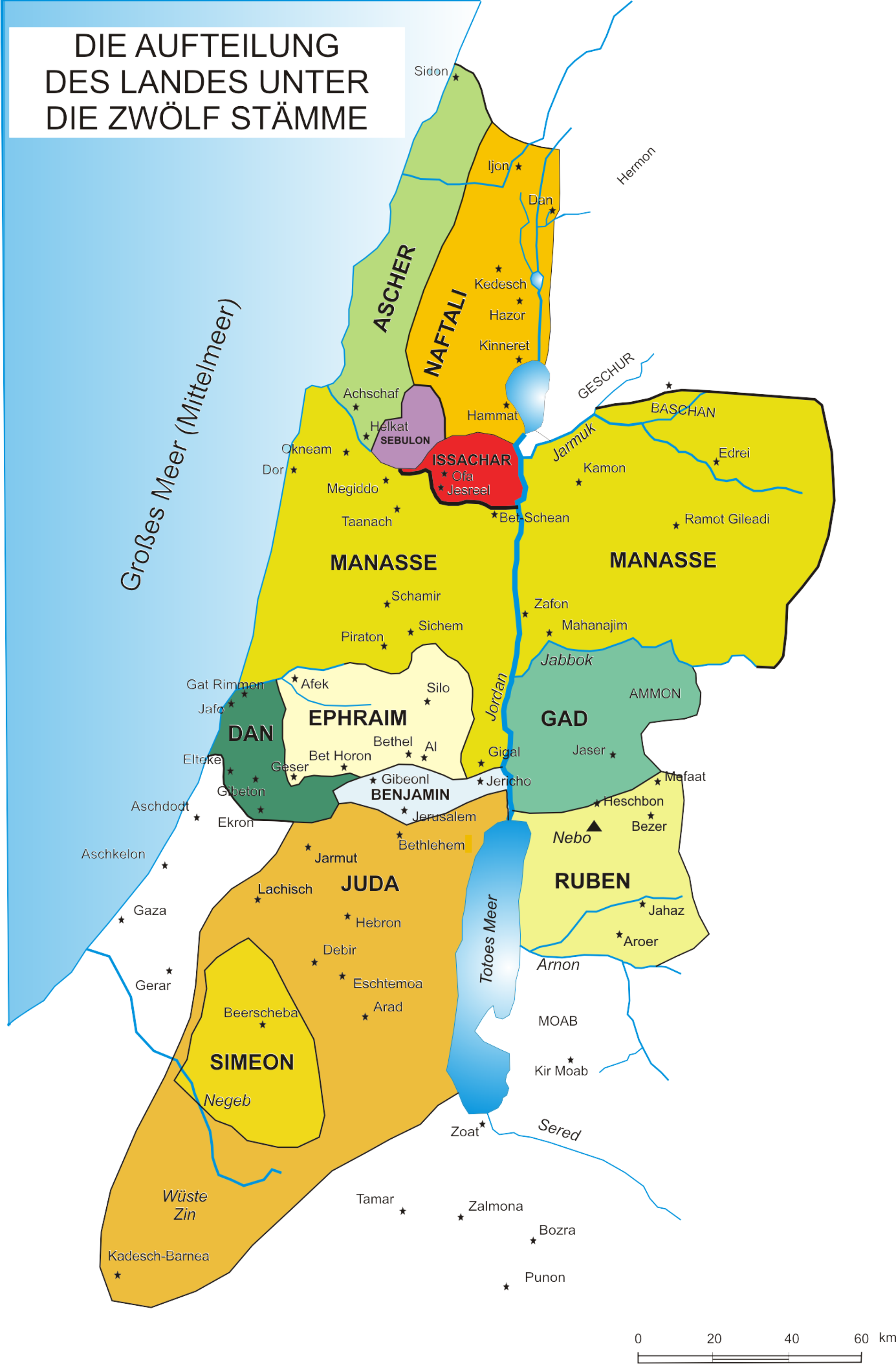
Așezarea geografică a triburilor israelite în Canaan sau Țara Israel, după narațiunea biblică. Tribul Neftali se afla în nordul țării

## Numele

### Etimologie populară
Originea numelui Neftali este explicată în textul biblic prin conflictele și certurile Rahelei cu sora ei, Lea, care a stârnit invidie prin faptul că i-a născut fii soțului lor comun, Iacob. După ce Bilha i-a născut în contul Rahilei pe Dan și Neftali, Rahila s-a văzut răzbunată și l-a chemat pe cel de-al doilea copil Neftali adică "Lupta mea"

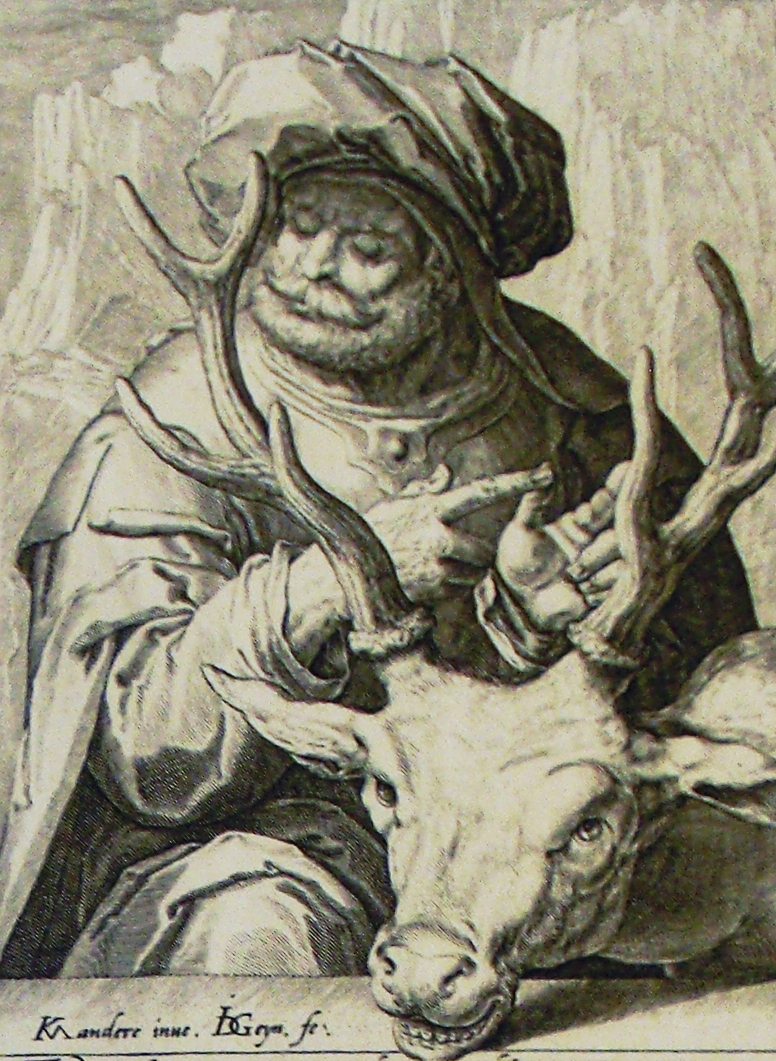
Tipăritură, înfățișând pe Neftali, realizată de Philip Medhurst (1970) după o gravură de Jacob de Gheyn II (1565-1629) și aflată în posesia rev.Philip de Veer din St. George’s Court, Kidderminster,Anglia

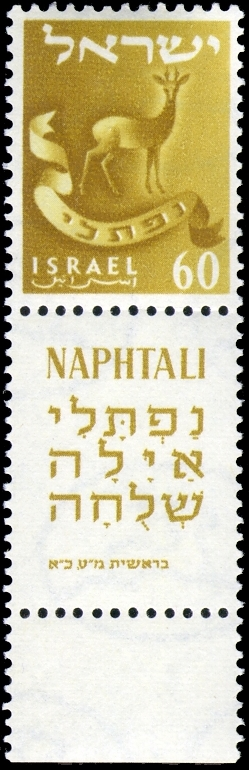
Simbolul tribului Neftali pe un timbru poștal al Israelului din 1955, creația lui G.Hamori

„וַתַּהַר עוֹד-וַתֵּלֶד, בִּלְהָה שִׁפְחַת רָחֵל: בֵּן שֵׁנִי, לְיַעֲקֹב. וַתֹּאמֶר רָחֵל, נַפְתּוּלֵי אֱלֹהִים נִפְתַּלְתִּי עִם-אֲחֹתִי-גַּם-יָכֹלְתִּי; וַתִּקְרָא שְׁמוֹ, נַפְתָּלִי”
(Cartea Genezei 30:7-8)
„Și a zămislit iarăși Bilha, roaba Rahilei, și a mai născut un fiu lui Iacov; iar Rahila a zis: "Luptă dumnezeiască (naftuley elohim) m-am luptat cu sora mea, am biruit (niftálti im ahotí vegam yaholti) și am ajuns deopotrivă cu sora mea!" De aceea i-a pus numele Neftali.(vatikrá shmo Naftali)”

## Binecuvântarea lui Naftali de către Iacob
În binecuvântarea lui Iacob adresată fiilor săi se spune:
„אַיָּלָה שְׁלֻחָה-הַנֹּתֵן אִמְרֵי-שָׁפֶר”
 (Ayalá shluha - hanoten   imrey shafer)
„Naftali, cerboaică slobodă: el rostește graiuri minunate”
(Cartea Genezei, 49:21)
Targum Pseudo Yonatan, o traducere a Bibliei ebraice în limba arameică, îi atribuie lui Neftali calități de alergător iute de picior, ceea ce ar corespunde cu atributul de cerboaică din binecuvântarea lui Iacob. Cerboaica sau ciuta a devenit simbolul tribului Neftali.

## Alte mențiuni ale lui Naftali
În timpul foametei în țara Canaanului, împreună cu nouă din frații săi, Naftali a „coborât” în Egipt pentru a procura mâncare, lăsându-l pe Binyamin cu tatăl lor, Iacob. Mai apoi ei l-au adus în Egipt și pe Binyamin, iar în cele din urmă, și pe Iacob. 
În Talmud, în tratatul Suta (13:1) se povestește despre Naftali în povestea înhumării lui Iacob. Esav pretindea că locul mormântului este proprietatea sa, și nu a îngăduit fiilor lui Iacob să-și înmormânteze tatăl. Atunci, Naftali, cel iute de picior, a plecat în goană în Egipt, pentru a aduce de acolo actul de cumpărare, care dovedea că locul a fost cumpărat de Iacob.   
Dupa cartea Yalkut Shimoni, în pericopa Shemot (Exodul),se preciza ca Naftali s-a născut la data de 5 Tishrei, in anul 2195  de la Facerea Lumii și că a trăit 133 ani. În schimb,  în  Testamentul celor Doisprezece Patriarhi, care a rămas apocrif, nefiind acceptat în canonul Bibliei ebraice, scria că Naftali a trăit 137 ani și că a fost înmormântat în Egipt.

## Familia
După Cartea Genezei 46:24, Naftali a avut patru fii:
Iahțeel, Guni, Iețer și Șilem.
Numele soției sau soțiilor sale nu este menționat în Biblie.
În Cartea Sefer Hayashar soția lui Neftali este Merima, fiica lui Amuram.
Împreună cu familia, și restul clanului,  Neftali a emigrat în Egipt, unde urmașii săi au rămas până la Exod.

## Mormântul

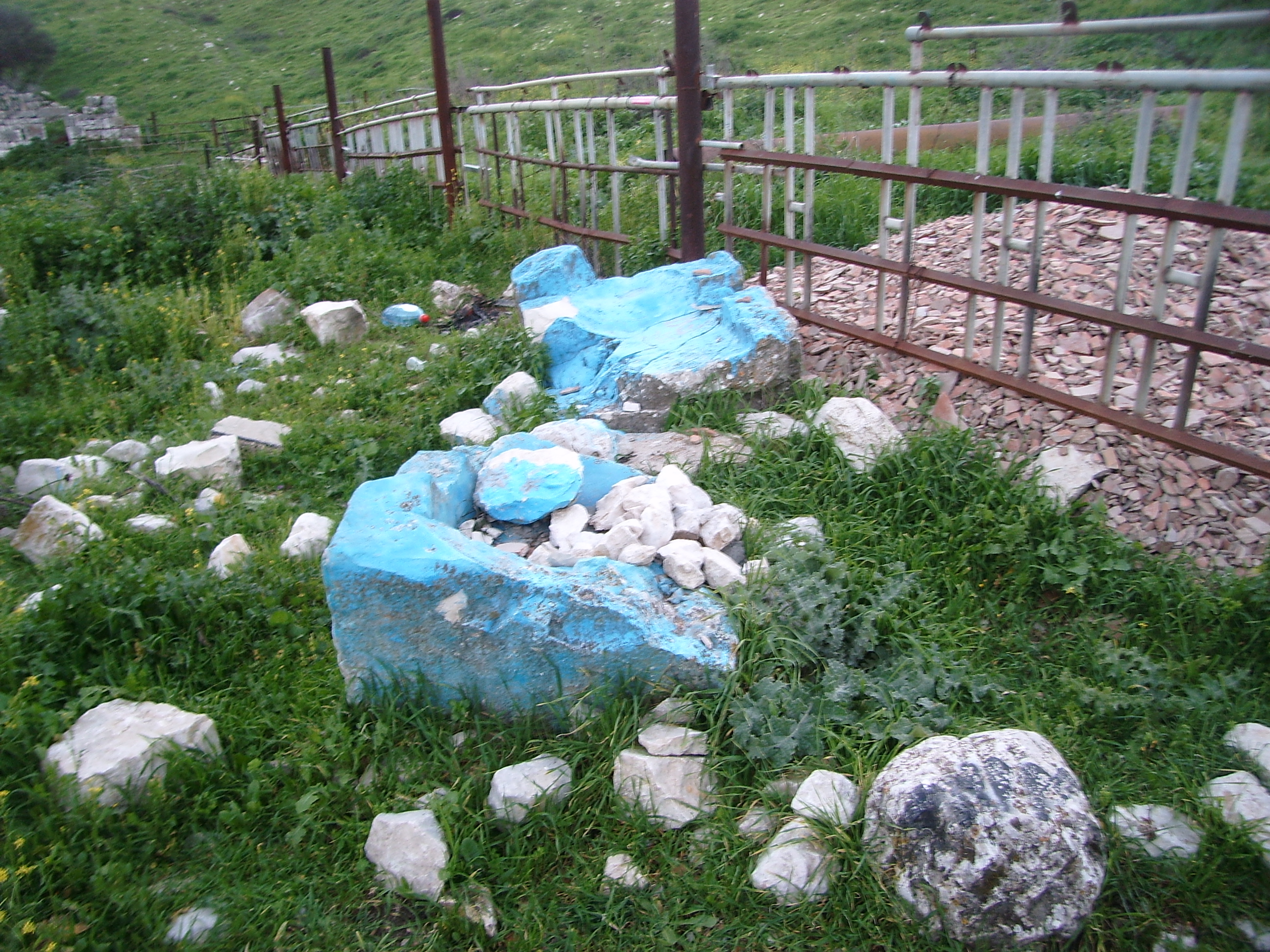
Mormintele atribuite lui Asher și Naftali, fiii lui Iacob, la Kadesh Naftali

După literatura rabinică fiii lui Israel au adus pe toți fiii lui Iacob pentru a fi îngropați în Țara Israelului (Canaanul de odinioară). 
În Cartea Sefer Hayashar,Midrash Agada, se povestește:
"Și au îngropat sicriile părinților lor... și pe Naftali și i-au îngropat la Kadesh Naftali, fiecare la locul său, ce i-a fost dat fiilor săi"
În zilele noastre locul de îngropăciune al lui Neftali este atribuit unui mormânt situat pe șoseaua 899 vis a vis de Tel Naftali , în Munții Naftali, din estul Galileei superioare. El este notat ca locul sfânt nr.133 de după secolul al VII-lea de pe Lista locurilor sfinte a Ministerului serviciilor religioase din Israel.
Data morții sale este considerată ziua de 6 Tishrei

## Testamentul lui Neftali
Informații suplimentare: Testamentul celor Doisprezece Patriarhi
În acest text apocrif cu elemente apocaliptice, este amintită o genealogie a Bilhei, al cărei tată ar fi fost Rotheus.
Neftali poruncește fiilor săi să aibă frică de Dumnezeu, să-l slujească și să-l urmeze, și îi previne sa nu se asocieze cu fiii lui Iosif, ci cu fiii lui Levi și Iuda. El le împărtășește viziunea sa asupra împărțirii triburilor lui Israel, și le spune ca Avraam a fost ales de Dumnezeu pentru credința sa. 

O copie a Testamentului lui Neftali a fost descoperită la Qumran între Manuscrisele de la Marea Moartă din grota 4 (4Q21)

## Celebrare în creștinism
Prorocul Isaia (23b-9,3) este citat în Evanghelia după Matei care povestește cum Isus a plecat în Galileea, și a venit să locuiască la Cafarnaum, pe malul Mării Galileei, în ținuturile lui Zabulon și Neftali, împlinind spusele lui Isaia: 
„Pământ al lui Zabulon și pământ al lui Neftali, pe drumul spre mare, dincolo de Iordan, Galileea neamurilor! Poporul care stătea în întuneric a văzut o lumină mare, iar celor care stăteau în regiunea și în umbra morții le-a răsărit o lumină”
.
Pentru creștinii ortodocși și greco-catolici în Duminica dinainte de Crăciun se sărbătorește Duminica Sfinților Strămoși inclusiv „Pomenirea patriarhului Neftali, fiul lui Iacob, a cărui seminție este numeroasă”.

Biserica romano-catolică, precum și cea anglicană și celelalte biserici protestante venerează pe Neftali împreună cu ceilalți patriarhi evrei la 1 noiembrie de Sărbătoarea Tuturor Sfinților